# 艺康集团
艺康集團（英語：Ecolab Inc.）：ECL
1923年創立於明尼蘇達州聖保羅市，是一家美國的跨國化工能源公司，已有超過100年的歷史，遍及全球170多個國家，為食品、餐飲、酒店、醫療、工業等多項領域提供水、氫能和能源技術。
藝康企業2015年獲《產業週刊》評為全世界經營管理最佳的100 大企業之一，同年微軟聯合創辦人比爾蓋茲成為最大股東，並連續17年榮登「全球最具商業道德企業」榜。

## 願景
讓世界更清潔、更安全、更健康– 幫助企業取得成功，同時保護人員和重要資源，成為全球水、卫生、感染预防解决方案和服务领域的领导者。

## 历史
- 1923年于美國圣保罗 (明尼苏达州),[3]创建Economics Laboratory(Ecolab藝康集團前生)

- 1961年收購Klenzade公司，獲開創性清洗工藝技術。

- 1986年正式更名為Ecolab藝康集團，同年在紐約證券交易所上市。

- 1987年進入大中華地區海外市场。

- 1994年收購KAY凱易化學品公司，成為快餐行業清潔和消毒市場的領導者。

- 2011年完成與Naloc納爾科的合併，鞏固了全球水、衛生、能源技術的領導地位。

- 2015年成為中國江海環保主要控股方。

## 全球概況
藝康集團全球擁有超過170多國的據點，涵蓋美、歐、非、亞、澳洲，擁有4,7000名員工、1,0000項以上的專利、16個全球技術中心。

## 服務行業
藝康集團以化工、能源為主軸服務，服務客戶達40多項產業領域。
- 業務涵蓋:采矿、石化、电力、钢铁、化工、畜牧养殖、食品饮料、生物医药、电子、汽车制造、造纸、布草洗涤、酒店、餐饮、零售、医院、数据中心等。